# Sztuka Naturalna
Sztuka Naturalna (Natural Art) – projekt zaincjonwany przez urodzonego w Polsce artystę, mieszkającego w USA, Jacka Tylickiego.

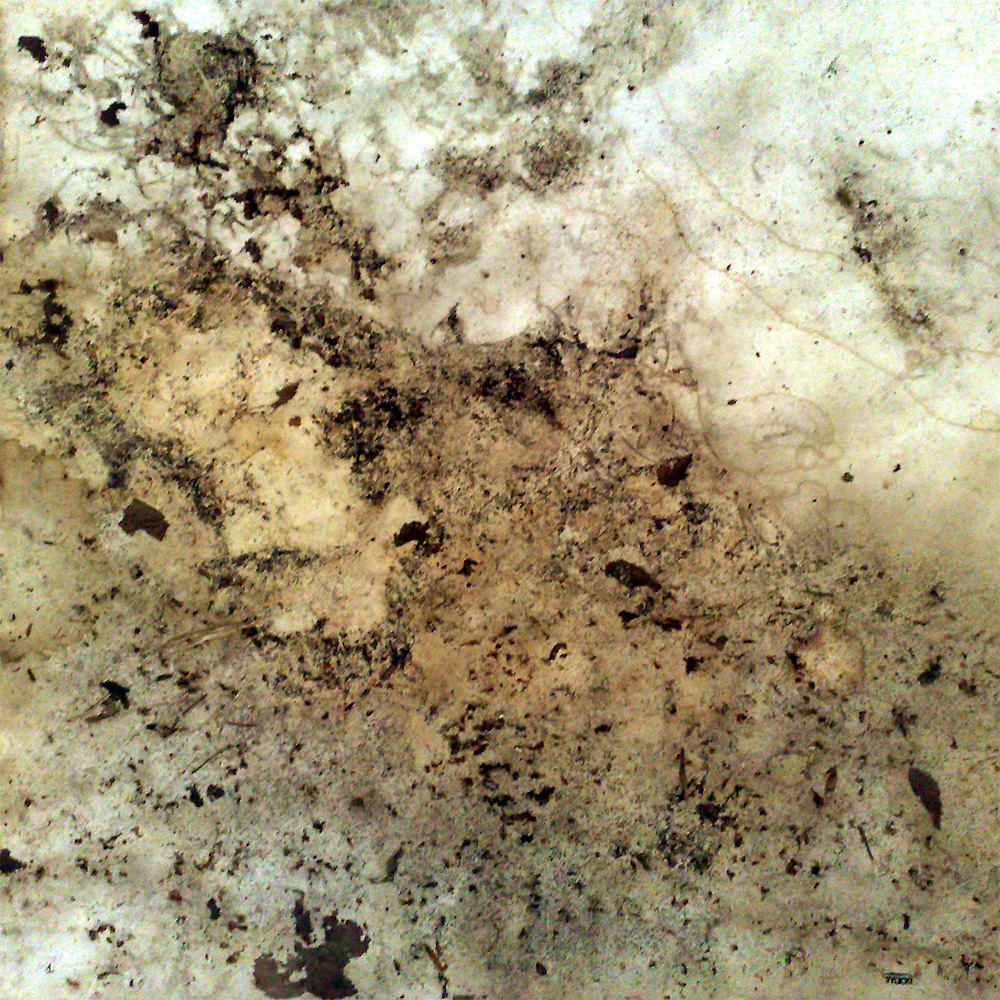
Jacek Tylicki, Nr.1, 4 dni na łące., Południowa Szwecja, 16/07 - 20/07 1973, 46 cm x 46 cm

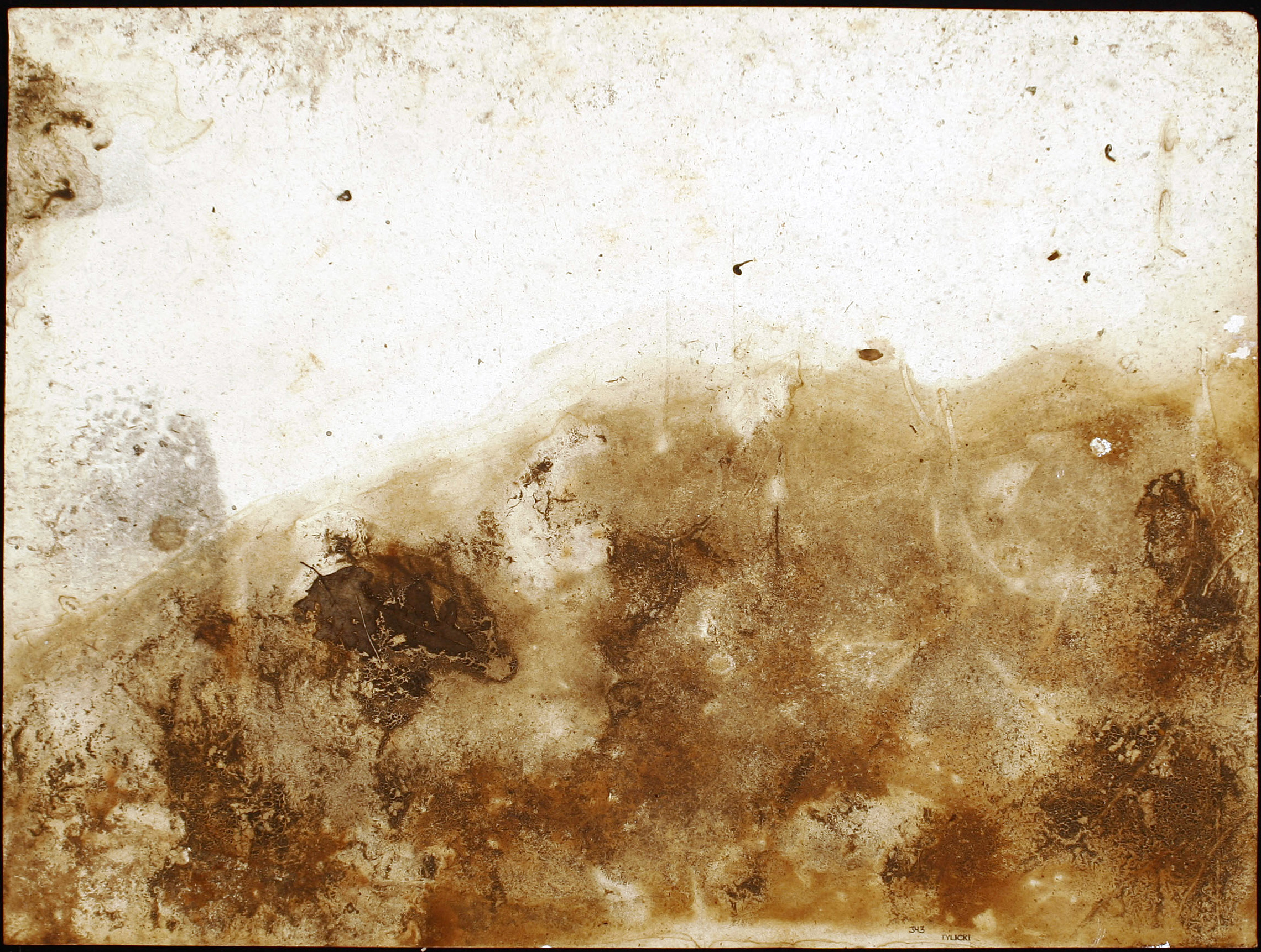
Jacek Tylicki, Natural Art, Nr.343, 20 dni na leśnej łące., Sianowo Leśne, Kartuzy, Polska, 09/05 – 29/05 1979, 47,5 cm x 35,5 cm

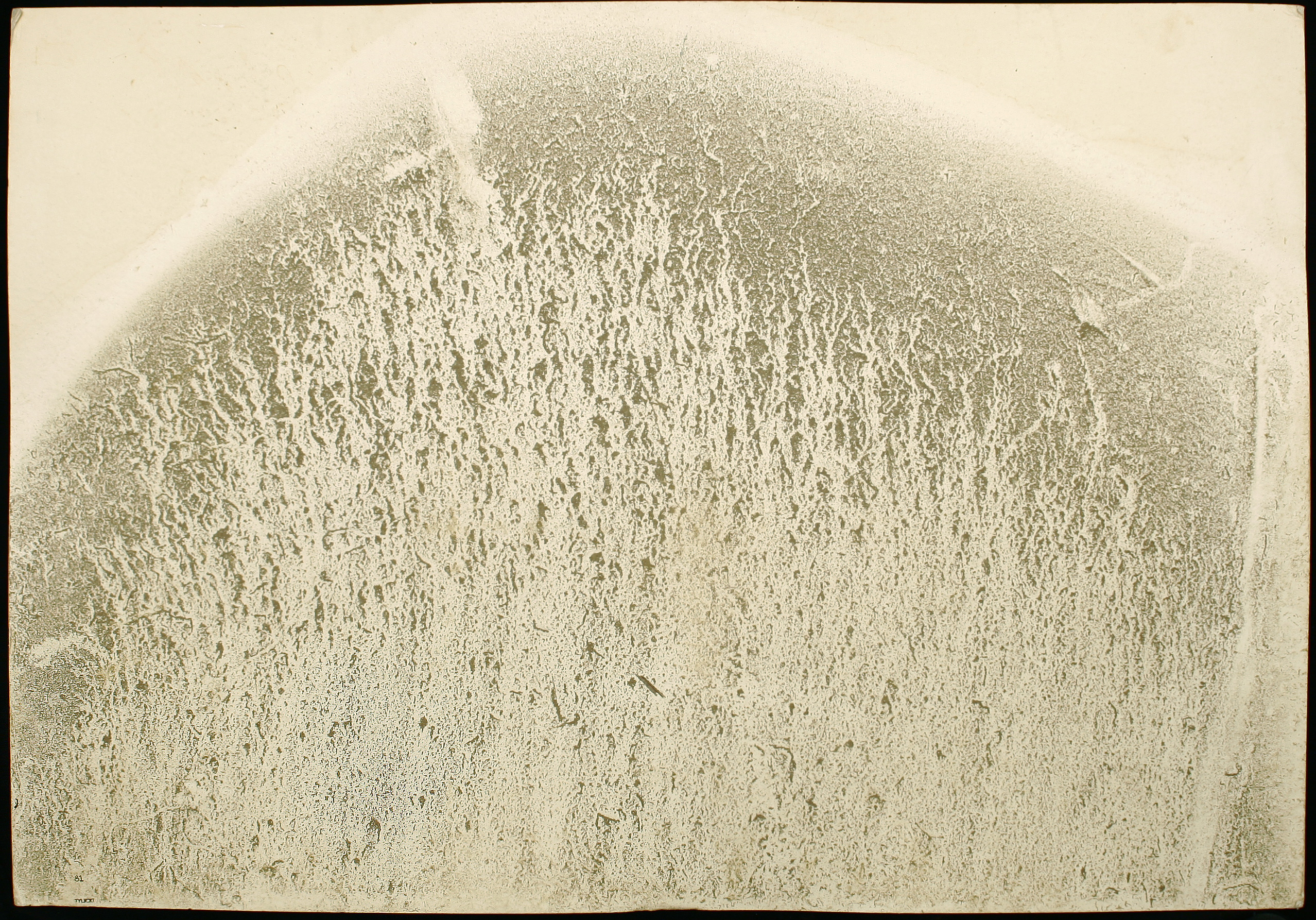
Jacek Tylicki, Natural Art, Nr.81, 3 dni na brzegu rzeki, Południowa Szwecja, 16/06 – 19/06 1978, 72,7 × 50,7 cm

W ramach projektu Natural Art rozpoczętego w 1973 roku, Jacek Tylicki, w trakcie licznych podróży po świecie, (Szwecja, Polska, Indie, Islandia, USA, Oceania), pozostawia czyste płótna wśród dzikiej przyrody – na leśnych polanach, wśród drzew, na brzegach rzek – i pozostawia je tam na długi czas, pozwalając by sama natura, bez ingerencji człowieka, stopniowo stworzyła na nich swoje odbicie. W ten sposób wymusza na naturze postawę zarezerwowaną dotychczas dla artysty, a mianowicie tworzenie form. Zaliczany jest do twórców sztuki konceptualnej, a obok Andy Goldsworthy i Richard Longa do prekursorów Land Art – Sztuki ziemi.

## Wybrane wystawy indywidualne prezentujące Natural Art
- Gallery 38, Kopenhaga, Dania, 1979
- Galeria Sien Gdanska, Gdańsk, 1979
- Galerie St. Petri, Lund, Szwecja, 1979
- Galeria Akumulatory 2, Poznań, 1979
- Galerie Sudurgata 7, Reykjavík, Islandia, 1979
- Galerie Kanal 2, Kopenhaga, Dania, 1980
- Galeria BWA, Sopot, 1980
- Galerie Sudurgata 7, Reykjavík, Islandia, 1980
- Club 57, Nowy Jork, USA, 1982
- Fashion Moda Gallery, Nowy Jork, USA, 1986

## Wybrane wystawy zbiorowe
- EXEN, Copenhagen, Denmark 1979
- Nordic Experimental Art Festival, Iceland 1979
- Experimental Environment II, Living Art Museum, Iceland 1980
- New Avantgarde, BWA, Sopot, Poland 1981
- ARTEDER International, Bilbao, Spain 1982
- Now Gallery, New York, USA 1984
- Avenue B Gallery, New York, USA 1984
- 8BC Gallery, New York, USA 1985
- Nite Gallery, New York, USA 1985
- Fusion Gallery, New York, USA 1986
- Artifacts Gallery, Miami, USA 1986
- No-Se-No Gallery, New York, USA 1986
- Sculpture Garden, New York, USA 1986
- Binghamton University Gallery, NY State, USA 1987
- Fashion Moda Gallery, New York, USA 1986
- Limelight, New York, USA 1988
- Akademie der Künste, Berlin, Germany 1994
- Zachęta Narodowa Galeria Sztuki, Warszawa, 2012
- Muzeum Sztuki Współczesnej w Krakowie (MOCAK), 2013